# Cano de San Isidro
Cano de San Isidro es una localidad del estado mexicano de Guanajuato. Es parte del municipio de Tierra Blanca.

## Toponimia
El nombre «San Isidro» hace referencia al santo patrono de la localidad: Isidro Labrador.

## Demografía
| Gráfica de evolución demográfica |
|                                  |

| Censo | Población |
| ----- | --------- |
| 1980  | 429       |
| 1990  | 491       |
| 2000  | 662       |
| 2010  | 968       |
| 2020  | 1 054     |